# Campionati mondiali di beach volley 2023
I Campionati del mondo di beach volley 2023 sono la quattordicesima edizione dei omonima competizione e si sono svolti presso Tlaxcala, Huamantla e Apizaco, in Messico, da venerdì 6 ottobre 2023 a domenica 15 ottobre 2023.

## Partecipanti
Prenderanno parte al torneo 48 coppie per il settore femminile e 48 per quello maschile, per un totale di 96 coppie.
A causa dell'invasione russa dell'Ucraina, le federazioni di Russia e Bielorussia sono state escluse in questa competizione.

## Sorteggio e formula
Women's Draw
Pool A:
Brazil -
France -
Finland - 
Chile 
Pool B:
Usa - 
Brazil - 
Mauritius  
Japan 
Pool C:
Usa -
Brazil -
Germany -
Mexico 
Pool D:
Canada -
Czech Republic - 
Paraguay -
Morocco 
Pool E:
Australia -
Poland -
Spain -
Dominican Republic 
Pool F:
Brazil -
Germany -
Japan -
Nigeria 
Pool G:
Swiss -
Latvia -
Argentina - 
Ecuador 
Pool H:
Holland -
Swiss -
Canada -
Cuba 
Pool I:
China -
Usa -
Spain - 
Mexico 
Pool J:
Italy -
Usa -
Austria - 
Paraguay 
Pool K:
Germany -
Brazil -
China -
Usa 
Pool L:
Mexico -
Swiss -
Thailand -
Mozambique
Man's Draw
Pool A:
Norway -
Holland -
Italy -
Mozambique
Pool B:
Sweden -
Australia -
Portugal -
Ecuador
Pool C:
Usa -
France -
Norway -
Fivb
Pool D:
Brazil -
Usa -
Ukrain -
Gambia
Pool E:
Italy -
Austria -
Austria -
Nicaragua
Pool F:
Germany -
Usa -
Poland -
Chile
Pool G:
Quatar -
Brazil -
China -
Guatemala
Pool H:
Italy -
Spain -
Australia -
Mexico
Pool I:
Brazil -
Czech Republic -
Cuba -
Mexico
Pool J:
Holland -
Holland -
Australia -
Thailand
Pool K:
Poland -
Chile -
Argentina -
France
Pool L:
Mexico -
Brazil -
Canada -
Morocco

## Podi

### Uomini
| Evento                     | Oro                                        | Argento                              | Bronzo                               |
| Torneo maschile (dettagli) | Rep. Ceca Ondřej Perušič e David Schweiner | Svezia David Åhman e Jonatan Hellvig | Polonia Bartosz Łosiak e Michał Bryl |

### Donne
| Evento                      | Oro                                   | Argento                                            | Bronzo                                 |
| Torneo femminile (dettagli) | Stati Uniti Sara Hughes e Kelly Claes | Brasile Ana Patrícia Ramos e Eduarda Santos Lisboa | Stati Uniti Kristen Nuss e Taryn Kloth |

## Medagliere

### Medagliere complessivo
| Posiz. | Nazione     | Oro | Argento | Bronzo | Totale |
| ------ | ----------- | --- | ------- | ------ | ------ |
| 1      | Stati Uniti | 1   |         | 1      | 2      |
| 2      | Rep. Ceca   | 1   |         |        | 1      |
| 3      | Svezia      |     | 1       |        | 1      |
| 3      | Brasile     |     | 1       |        | 1      |
| 4      | Polonia     |     |         | 1      | 1      |
| Total  | Total       | 2   | 2       | 2      | 6      |